# （海員）社會保障公約（修訂本）
《1987年（海員）社會安全公約（修訂本）》（英語：Social Security (Seafarers) Convention (Revised), 1987）是國際勞工組織的一項公約。

## 確認
該公約曾獲三個國家確認：匈牙利（1989年）、菲律賓（2004年）及西班牙（2001年）。這三個國家皆已退出該條約。

## 外部連結
- Text （页面存档备份，存于）
- Ratifications （页面存档备份，存于）